# رهاب الشيخوخة
رهاب الشيخوخة (باللغة الإنجليزية: Gerascophobia) هو الخوف من التقدم في العمر أو مشاعر الكراهية تجاه كبار السن والخوف منهم.
يميل الناس الذين يعانون من هذا الخوف إلى القلق بشأن التقدم في العمر لأنهم يخافون أن يُتركوا وحدهم دون أن يرعاهم أحد أو يريحهم في شيخوختهم. أصل كلمة ger يوناني (بمعنى الشيخوخة) وphobia أيضًا يوناني (بمعنى الرهاب). يُعتبر رهاب الشيخوخة مرض مستقل.

## التفرقة العمرية
ارتبطت مظاهر التفرقة العمرية ارتباطًا وثيقًا برهاب الشيخوخة. ويرتبط هذا الخوف أو الكراهية غير المنطقية لكبار السن بحقيقة أن كل الشباب سوف يكبرون في يوم من الأيام وأن الشيخوخة مرتبطة بالموت. تظهر عدم الرغبة في قبول الموت في مشاعر العداء والتفرقة العمرية تجاه المسنين.

## الأسباب
من المتفق عليه بشكل عام أنَّ الرهاب ينشأ عن مجموعة من الأحداث الخارجية (أحداث مؤلمة) والميول الداخلية (أي الوراثة). يمكن إرجاع العديد من أنواع الرهاب المحددة إلى حدث مُحفِّز محدد، عادة ما يكون هذا الحدث هو تجربة مؤلمة في سن مبكرة.

## الأعراض
كما هو الحال مع أيّ رهاب تختلف الأعراض حسب الشخص وحسب مستوى الخوف. تشمل الأعراض عادة القلق الشديد والخوف وأي أعراض مرتبطة بالذعر مثل ضيق التنفس والتنفس السريع وعدم انتظام ضربات القلب والتعرق الشديد والغثيان وجفاف الفم والغثيان وعدم القدرة على التعبير عن الكلمات والجمل.

## معالجة المرض
أفضل تقنية نفسية في علاج رهاب الشيخوخة هي العلاج السلوكي المعرفي (CBT) حيث يتعلم الناس تغيير أفكارهم لتغيير مشاعرهم. على سبيل المثال: يتعلم الفرد التركيز على الجوانب الإيجابية للتقدم في السن أكثر من الجوانب السلبية. بهذه الطريقة تصبح الأفكار أقل إثارة للقلق. العلاج المعرفي السلوكي هو الشكل الأكثر شيوعًا للعلاج. توجد تقنية أخرى هي طريقة تعرف باسم معالجة الحساسية حيث يتعلم الشخص كيفية الاسترخاء (على سبيل المثال: التنفس العميق) عندما يكون بالقرب من كبار السن أو عند رؤية علامات الشيخوخة على جسده.
يمكن وصف أدوية علاجية ولكن يجب ملاحظة أنّه يمكن أن يكون لهذه الأدوية آثار جانبية. من المهم أيضًا ملاحظة أنَّ الأدوية لا تعالج الرهاب بل هي في أفضل الأحوال تقوم بقمع أسباب الرهاب مؤقتًا. ومع ذلك توجد علاجات للرهاب تشمل تقديم النصائح والتنويم المغناطيسي والعلاج النفسي والبرمجة اللغوية العصبية.